# Могикане Парижа
«Могикане Парижа» или «Парижские могикане» (фр. Les Mohicans de Paris) — приключенческий роман французского писателя Александра Дюма-отца, написанный им совместно с Полем Бокажем и опубликованный в 1854—1855 годах. Его действие происходит в конце 1820-х годов. На основе романа создана одноимённая пьеса, его продолжением стал роман «Сальватор».

## Сюжет
Действие романа происходит в Париже в 1827—1830 годах, накануне Июльской революции. Трое друзей, поэт, врач и художник, знакомятся с таинственным человеком по имени Сальватор, и это становится отправным моментом для развития как минимум семи переплетающихся сюжетных линий. Сальватор оказывается переодетым принцем, вождём республиканского заговора. Действие, насыщенное разнообразными поворотами, происходит на всех уровнях социальной лестницы. В романе появляются и исторические персонажи — Наполеон II, Лафайет, Шатобриан.

## Создание и оценки
Дюма работал над «Могиканами Парижа» в 1854—1855 годах совместно с Полем Бокажем. Параллельно он работал над романом «Соратники Иегу», мемуарами и циклом очерков «Великие люди в домашнем халате». «Могикане», ставшие самым длинным романом в творчестве Дюма, выходили отдельными главами в его газете Le Mousquetaire («Мушкетёр»), позже вышли отдельные издания: в Париже, Брюсселе, Лейпциге. В 1864 году по мотивам романа была создана одноимённая пьеса. В 1973 году на экраны вышел телесериал «Могикане Парижа», а в 1975 — его продолжение, «Сальватор и могикане Парижа», уже не основанное на тексте Дюма.
Литературоведы отмечают, что в названии романа зафиксирована его тематическая связь с «Парижскими тайнами» или «Тайнами Парижа» Эжена Сю и «Последним из могикан» Джеймса Фенимора Купера, а в Сальваторе заметно сходство с принцем Родольфом (персонажем Сю). Дюма явно использует мотивы из собственных книг, написанных раньше: Сальватор напоминает графа Монте-Кристо своей жаждой мести, он готовит революцию подобно Жозефу Бальзамо, а трое его друзей — подобие трёх мушкетёров.